# Limenitidinae
Le Limenitidinae  (Behr, 1864), sono una sottofamiglia di Lepidotteri appartenenti alla famiglia Nymphalidae.

## Le specie europee

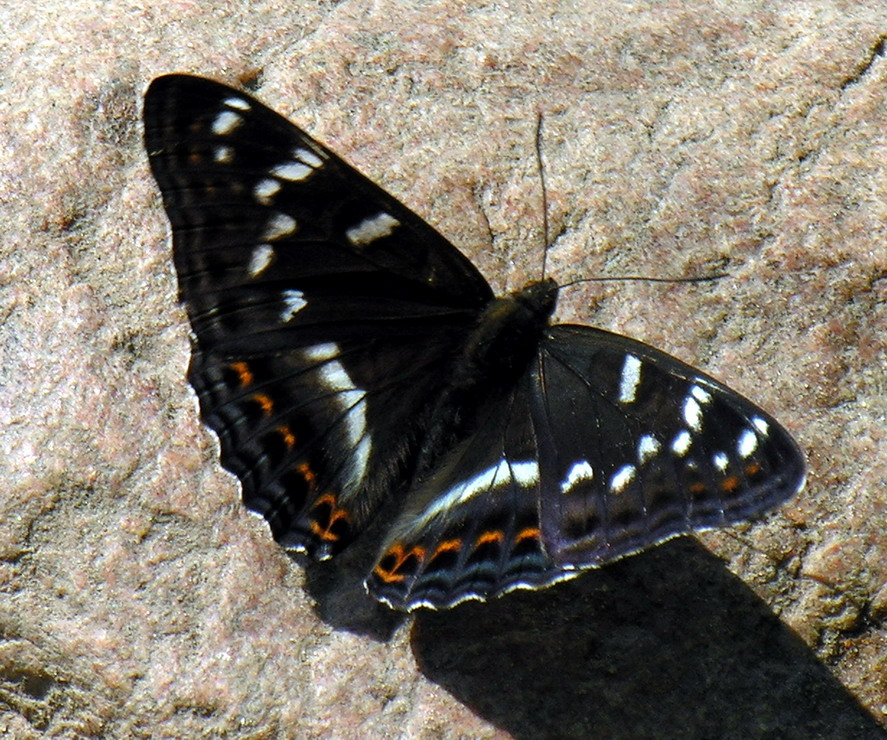
Limenitis populi (Limenitidini)
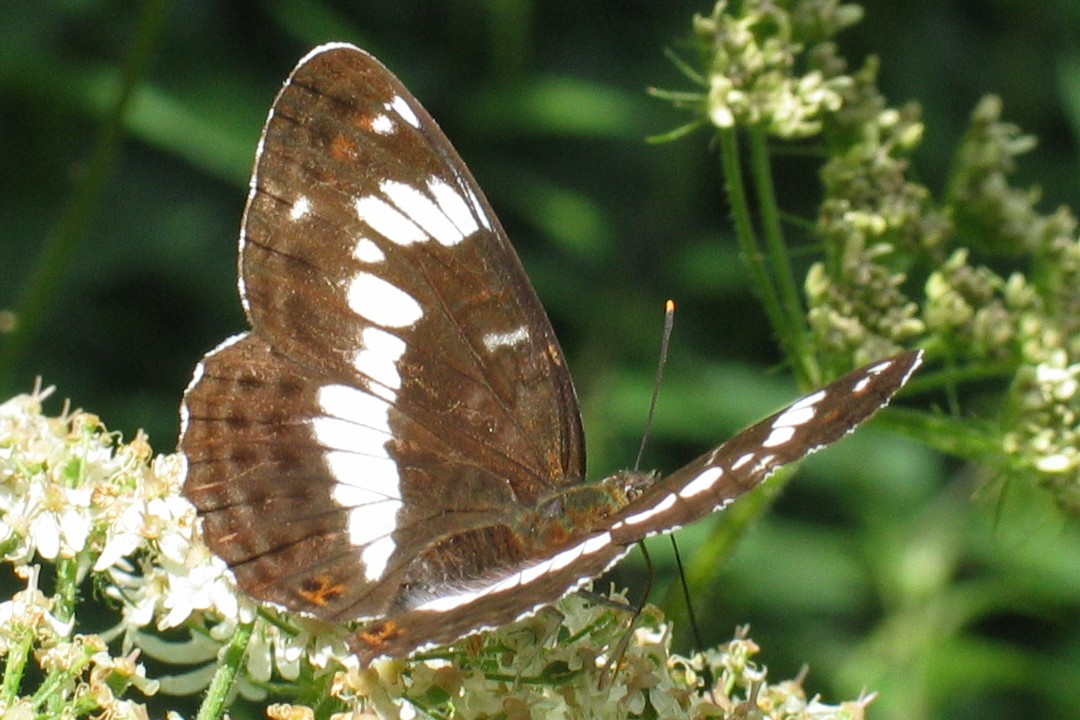
Limenitis camilla (Limenitidini)
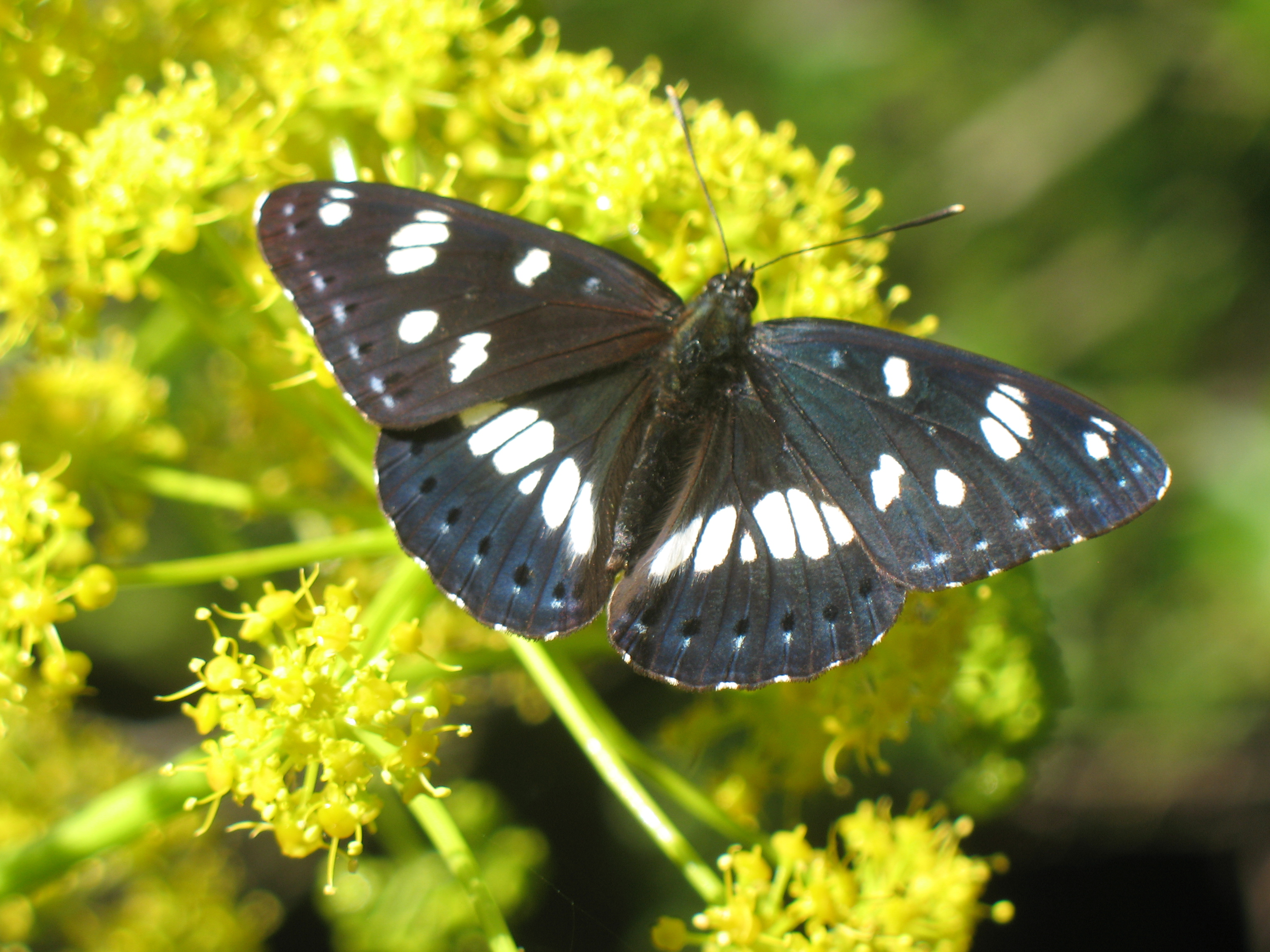
Limenitis reducta (Limenitidini)
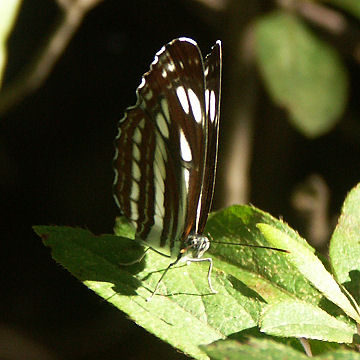
Neptis sappho (Neptini)
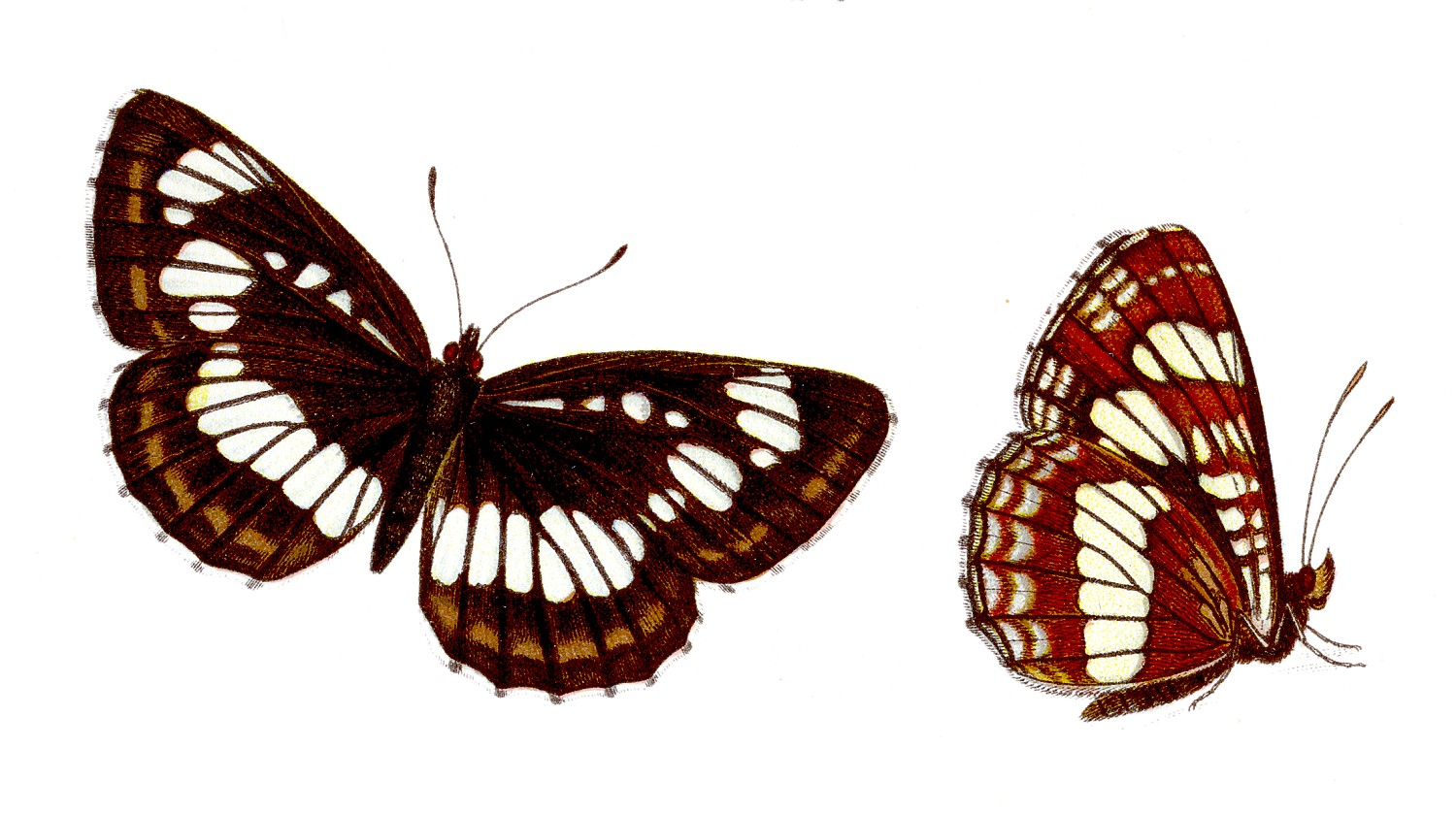
Neptis rivularis (Neptini)

## Alcune specie extraeuropee

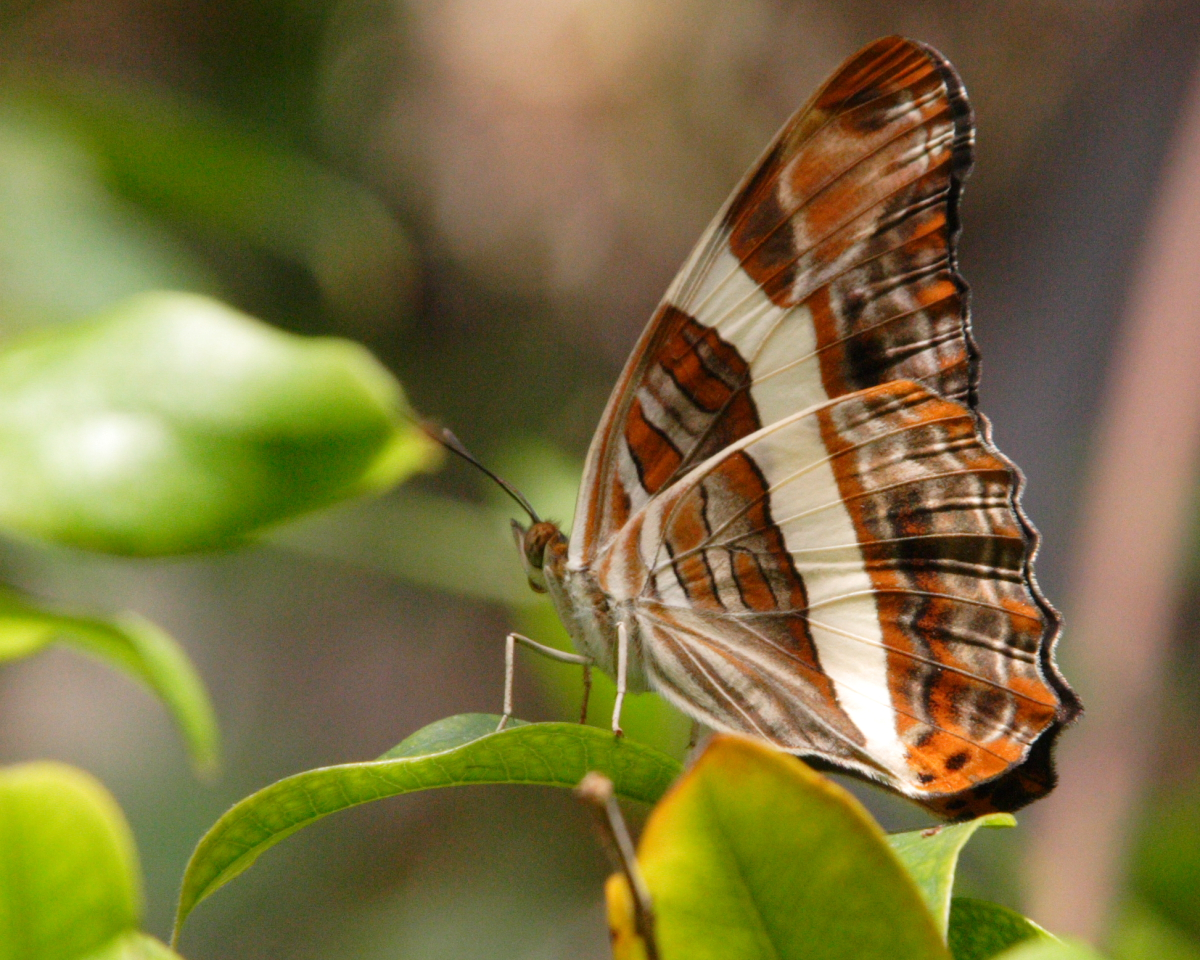
Adelpha fessonia (Limenitidini)
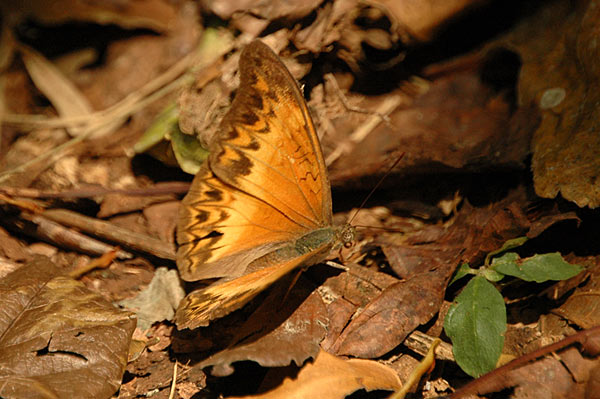
Cymothoe caenis (Limenitidini)
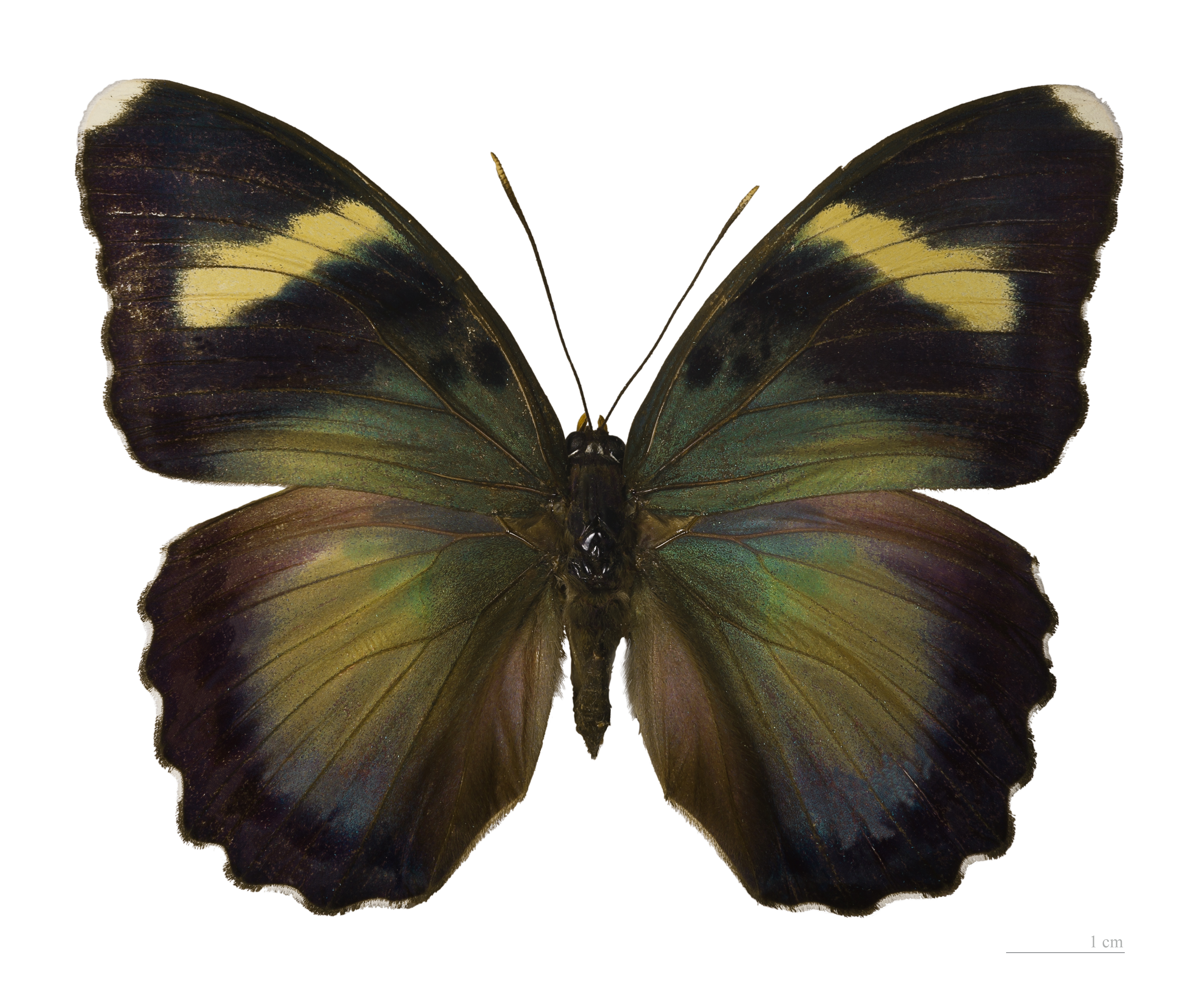
Euphaedra (Xypetana) xypet (Adoliadini)
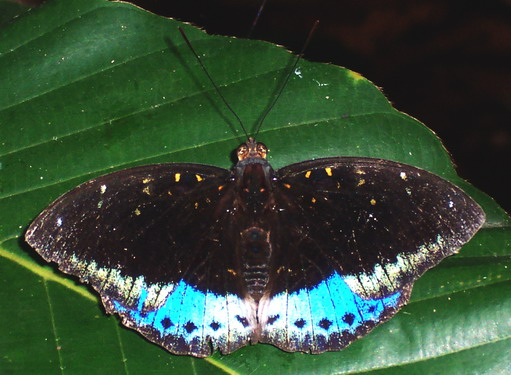
Lexias pardalis (Adoliadini)
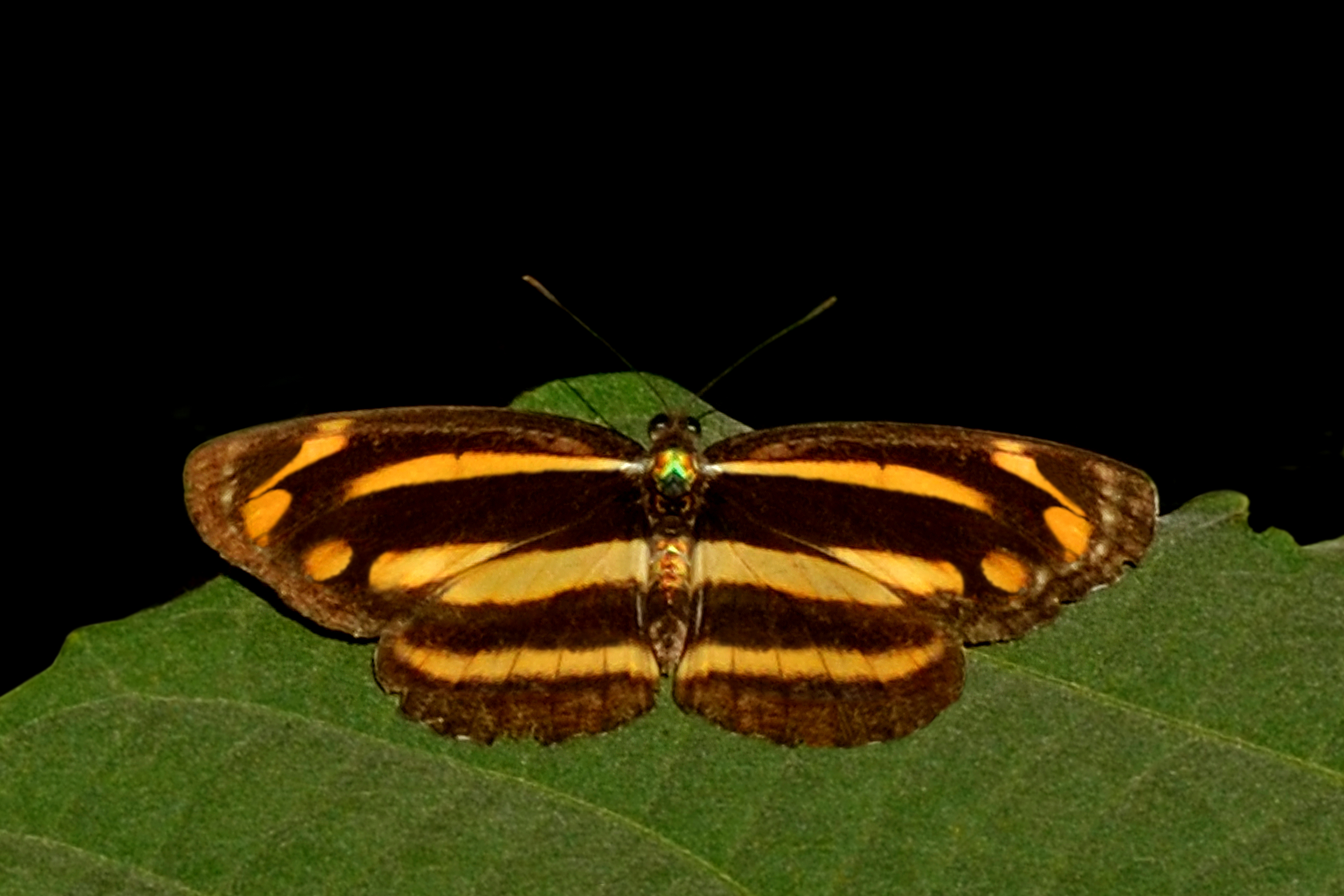
Neptis ananta (Neptini)
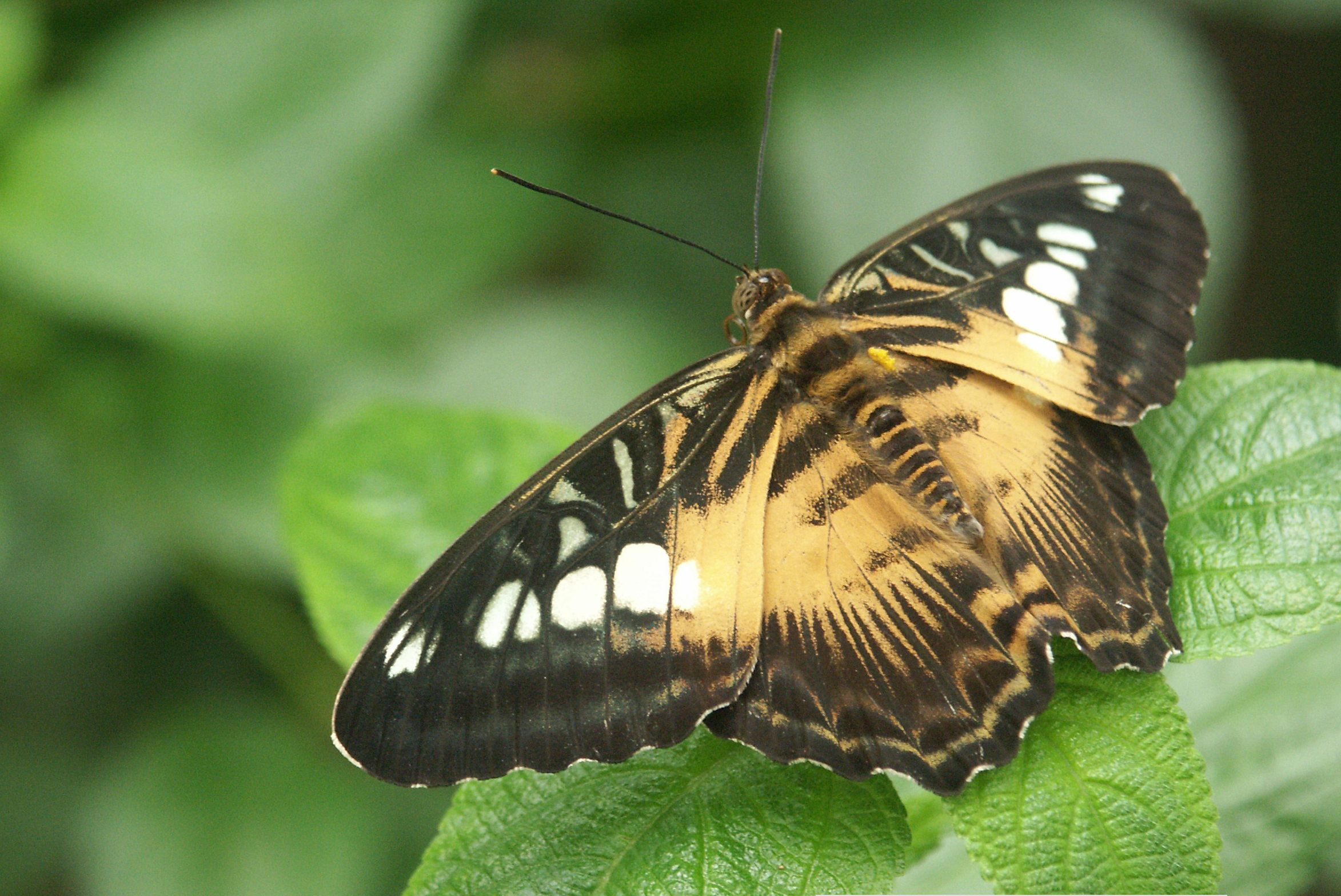
Parthenos sylvia (Parthenini)

## Distribuzione delle specie europee
- Limenitis camilla - dall'Europa occidentale e centrale fino alla Cina e al Giappone; è presente anche in Italia settentrionale e nell'Appennino centromeridionale.
- Limenitis populi - dall'Europa al Giappone; in Italia è presente nelle Alpi e nell'Appennino settentrionale.
- Limenitis reducta - dall'Europa centrale e meridionale fino alla Siria, al Caucaso e all'Iran; in Italia è diffusa in tutte le regioni, isole comprese.
- Neptis rivularis - dalle Alpi italiane, attraverso l'Europa centrale e sudorientale, fino all'Asia centrale e al Giappone.

- Neptis sappho - dall'Europa centrale e orientale fino all'Asia centrale e al Giappone; è presente anche in alcune località dell'Italia nordorientale.